# Marantochloa cordifolia
Marantochloa cordifolia là một loài thực vật có hoa trong họ Marantaceae. Loài này được Karl Moritz Schumann mô tả khoa học đầu tiên năm 1902 đưới danh pháp Clinogyne cordifolia. Năm 1964, Jean Koechlin chuyển nó sang chi Marantochloa.

## Phân bố
Loài bản địa Angola (gồm cả Cabinda), Cameroon, Cộng hòa Trung Phi, Cộng hòa Congo, Gabon, Nigeria, Cộng hòa Dân chủ Congo.